# Port d'Inkoo
Le port d'Inkoo (finnois : Inkoon satama, LOCODE:FI INK) est un port situé à Inkoo en Finlande,.

## Présentation
C'est l'un des ports de marchandises ouvert toute l'année. 
Il n'a pas de rotation régulière,.
| Port         | 2015      | 2019      |
| ------------ | --------- | --------- |
| Port d'Inkoo | 1 356 403 | 2 048 923 |

Les caractéristiques des quais du port sont:
| Équipement | Longueur | Profondeur | NB     |
| ---------- | -------- | ---------- | ------ |
| Quai 1     | 210 m    | 10,0 m     | [ 8 ]  |
| Quai 2     | 240 m    | 13,0 m     | [ 8 ]  |
| Quai 3     | 225 m    | 7,8 m      | [ 9 ]  |
| Quai 4     | 145 m    | 7,8 m      | [ 10 ] |
| Total      | 820 m    |            |        |

Le terminal du Balticconnector est à quelques kilomètres du port.